# 岡田亮輔
岡田 亮輔（おかだ りょうすけ、1983年2月16日 - ）は東京都出身の俳優。ケイダッシュ所属。身長176cm。血液型はO型。本名、伊藤 亮輔（いとう りょうすけ）。

## 人物
- 青稜中学校・高等学校卒業。
- 専門学校東京ミュージック&メディアアーツ尚美卒業。
- 母は女優でタレントの岡田可愛[1]。妻は元宝塚歌劇団・星組男役の真月咲。
- 特技は水泳、バスケットボール、スキー。
- 学生時代はスラムダンクやDEAR BOYSに影響されバスケットボール一色だった。
- 高校3年生の時に布施明から貰ったチケットで観に行った三谷幸喜演出「オケピ!」（2000年/青山劇場）に心を奪われミュージカルを志す[1]。
- 俳優・鯨井康介の友人達が召集されるクジライジャパンでのユニフォーム番号は23（マイケル・ジョーダンの背番号）

## 出演

### テレビ
- 情報ひるびん（2001年4月 - 2002年5月、テレビ埼玉） - アシスタント
- 情報ごごびん（2001年4月 - 2002年5月、テレビ埼玉） - アシスタント

### テレビドラマ
- 貧乏男子 ボンビーメン（ボンビーメン）（2008年1月 - 3月、日本テレビ） - 赤城 役
- 医龍（2010年11月 フジテレビ） - 救命医 役
- 土曜ワイド劇場「監察官・羽生宗一〜毒ハブと呼ばれる男!!」（2016年3月、テレビ朝日） - 藤堂一平 役
- 水曜ミステリー9「犯罪科学分析室 電子の標的 2」（2016年3月、テレビ東京） - 高見 役

### 舞台
- SHOBIオリジナルミュージカル「再会・きらめく時の中で」（2001年2月） - 主演
- SHOBIオリジナルミュージカル「スクラップブルース」（2002年3月） - 主演
- ミュージカル「PURE LOVE」（2003年9月、天王州アートスフィア） - 慎吾 役
- ミュージカル「ジャンヌ・ダルク」（2004年4月、新神戸オリエンタル劇場） - ノエル 役
- ロミオとジュリエット（2004年12月 - 2005年2月、日生劇場 他) - キャピレット家の若者 役
- シンデレラストーリー（2005年5月 - 6月、ル・テアトル銀座 他） - 衛兵 / 御者 / 舞踏会の客 / 町の人 役
- 「GODSPELL」（2005年9月 - 10月、東京芸術劇場中ホール） - アンサンブル
- 「bambino」（2006年3月 - 4月、シアターサンモール） - 数馬 役
- 劇団四季ミュージカル「マンマ・ミーア!」（2006年6月 - 11月、大阪四季劇場） - アンサンブル6枠（客演）
- 「bambino＋」（2006年12月、シアターアプル） - 数馬 役（映像出演）
- 劇団四季ミュージカル「マンマ・ミーア!」（2006年12月 - 2007年2月、大阪四季劇場） - スカイ 役（客演）
- 「bambino2」（2007年5月、東京芸術劇場 他） - 数馬 役
- 劇団四季ミュージカル「マンマ・ミーア!」（2007年6月、福岡四季劇場） - スカイ 役（客演）
- 「bambino＋in YOKOHAMA」（2007年12月、横浜BLITZ） - 数馬 役
- 「bambino 0」（2008年5月、シアターアプル） - 数馬 役
- ミュージカル「DEAR BOYS vs. EAST HONMOKU」（2008年7月 - 8月、全労済ホール スペース・ゼロ） - 保科唯人 役
- 「飛行機雲〜DJから特攻隊へ愛を込めて〜」（2008年9月、東京芸術劇場小ホール） - 中原正人 役
- 「bambino＋ in apple」（2008年9月、シアターアプル） - 数馬 役
- 朗読劇「苦情の手紙」（2009年2月、銀座博品館劇場）
- ミュージカル One on One 19th note 「アイズ［aiz］」（2009年2月 - 3月、池袋シアターグリーンBIG TREE THEATER） - 竹谷春己 役
- 「bambino3&+」（2009年8月 - 9月、シアターサンモール 他） - 数馬 役
- 「飛行機雲2009 流れる雲よ 〜DJから特攻隊へ愛を込めて〜」（2009年9月、新国立劇場小劇場） - 中原正人 役
- マリア・マグダレーナ再来日公演「マグダラなマリア〜マリアさんは二度くらい死ぬ!オリエンタルサンシャイン急行殺人事件〜」（2009年11月、サンシャイン劇場 他） - エルキュール・アポロ 役
- 劇団四季ミュージカル「ウィキッド」（2010年2月、大阪四季劇場） - フィエロ 役（客演）
- マリア・マグダレーナ来日公演「マグダラなマリア〜マリアさんの夢は夜とかに開く!魔愚堕裸屋、ついに開店〜」（2010年8月、梅田芸術劇場シアタードラマシティ/サンシャイン劇場） - エルキュール・アポロ 役
- 東京深夜舞台第7回公演「パンチドランカー」（2010年10月、アトリエフォンテーヌ）
- ミュージカルOne on One 22nd note「ROOM 閉ざされた扉」（2011年4月、赤坂RED THEATER） - 青年 役
- ニコニコミュージカル「DEAR BOYS-Double Revenge」（2011年4月 - 5月、シアター1010） - 保科唯人 役
- 劇団四季ミュージカル「ウィキッド」（2011年6月、キャナルシティ博多） - フィエロ 役（客演）
- ミュージカル「ロミオ＆ジュリエット」（2011年9月 - 10月、赤坂ACTシアター） - パリス 役
- 劇団四季ミュージカル「ウィキッド」（2012年3月 - 4月、新名古屋ミュージカル劇場） - フィエロ役（客演）
- 「bambino Final〜最終章〜」（2012年6月、シアターサンモール/サンケイホールブリーゼ） - 数馬 役
- マリア・マグダレーナ来日特別公演「マグダライブ!!」（2012年6月、SHIBUYA-AX） - エルキュール・アポロ 役
- 東京深夜舞台第9回公演「九頭の讃美歌。そして十字架。時々、晴れ」（2012年7月、赤坂RED THEATER） - 桐谷浩太 役
- Tip Tap presents「Count Down My Life」（2012年8月、中野ザ・ポケット） - 青年 役
- 「abc★赤坂ボーイズキャバレー Spin Off『3回裏!』〜自分に喝を入れて勝つ!〜」（2012年9月、シアターサンモール） - 赤石健太 役
- 「星めぐりのうた」（2012年10月、天王洲銀河劇場） - 丸田君 / 保さん / IT男 / 兄 役（4役）
- 「ルルドの奇跡」（2012年12月、シアター1010） - アントアン 役
- 「ZANNA ザナ〜a musical fairy tale〜」（2013年2月、シアタークリエ） - タンク 役
- マリア・マグダレーナ来日特別公演「マグダライブ!!2013」（2013年6月、SHIBUYA-AX） - エルキュール・アポロ 役
- ミュージカル「ロミオ＆ジュリエット」（2013年9月 - 10月、東急シアターオーブ） - パリス 役
- 「銀河英雄伝説 第四章激突前夜 前篇」（2013年11月 - 12月、東京国際フォーラム） - ミッターマイヤー 役
- 劇団四季ミュージカル「ウィキッド」（2013年12月 - 2014年1月、四季劇場「海」） - フィエロ 役（客演）
- 「music museum」（2014年4月、AiiA Theater Tokyo）
- ブロードウェイミュージカル「ピーターパン」（2014年7月 - 8月、東京国際フォーラム 他） - スターキー 役
- 即興芝居×即プレビュー「potluck6 night」（2014年8月、原宿アストロホール）
- ミュージカル「WAIST SIZE STORY」（2014年9月、シアターサンモール） - 鈴成堂 役
- オフブロードウェイ・ミュージカル「bare」（2014年12月、中野ザ・ポケット） - ピーター 役
- score produce「sign」（2015年3月、テアトルBONBON） - 竹久夢二 役 他
- ブロードウェイミュージカル「ピーターパン」（2015年7月 - 8月、東京国際フォーラム 他） - スターキー 役
- AKA Company 第1回公演「tick,tick...BOOM!」（2016年2月、シアター風姿花伝） - マイケル 役
- 「1789 -バスティーユの恋人たち-」（2016年4月 - 6月、帝国劇場/梅田芸術劇場メインホール） - トゥルヌマン 役
- オフブロードウェイ・ミュージカル「bare」再演（2016年6月 - 7月、シアターサンモール） - ジェイソン 役
- 「BEFORE AFTER」（2017年2月、中目黒キンケロ・シアター） - ベン 役
- ミュージカル「花・虞美人」（2017年3月 - 4月、赤坂ACTシアター/愛知県芸術劇場大ホール/森ノ宮ピロティホール） - 樊噲（はんかい） 役
- ライブ・スペクタクル「NARUTO-ナルト-」 - 薬師カブト 役
  - ライブ・スペクタクル「NARUTO-ナルト-」〜暁の調べ〜（2017年5月 - 8月、AiiA 2.5 Theater Tokyo 他）
  - ライブ・スペクタクル「NARUTO-ナルト-」〜暁の調べ〜 (2019年10月 - 12月、メルパルクホール/TOKYO DOME CITY HALL/天王洲銀河劇場/深圳保利劇院/虹橋芸術センター）
- オリジナルミュージカル「デパート」（2017年11月、三越劇場） - イギー 役
- シアタークリエ10周年記念公演「TENTH」第2部ガラコンサート（2018年1月、シアタークリエ）
- 「1789 -バスティーユの恋人たち-」（2018年4月 - 7月、帝国劇場/新歌舞伎座 /博多座） - トゥルヌマン 役
- ブロードウェイ・ミュージカル「GODSPELL - カミ ノ ミコト バ -」(2018年9月‐10月、六行会ホール）- ジーザス 役
- 「小鳥の水浴」（2019年2月、新宿シアター・ミラクル）- フランキー 役
- ブロードウェイ・ミュージカル「PIPPIN」（2019年6月、東急シアターオーブ）-  ルイス役
- 『グーテンバーグ！ザ・ミュージカル！2019』（2019年8月、新宿角座）- プロデューサー 役（日替わりゲスト）
- 「FINAL FANTASY BRAVE EXVIUS」THE MUSICAL（2020年3月、新型コロナウィルス感染症流行の影響で一般公演中止。無観客公演のみ配信） - ジェイク 役
- ミュージカル 「黒執事」〜寄宿学校の秘密〜（2021年3月 - 4月、天王洲 銀河劇場/メルパルク大阪/梅田芸術劇場 シアター・ドラマシティ） - ソーマ・アスマン・カダール 役[2]
- ミュージカル「トッツィー」（2024年1月 - 3月、日生劇場/梅田芸術劇場メインホール/御園座/博多座/岡山芸術創造劇場） - マックス・ヴァン・ホーン 役（Wキャスト）[3]
- 音楽劇「無人島に生きる十六人」（2025年1月 - 2月、日本青年館ホール） - 榊原作太郎 役[4][5]
- Live Entertainment Show 〜You＆I〜 （2025年9月〈予定〉、I'M A SHOW）[6]

### ライブ
- BARABAN Night（2008年9月15日、原宿アストロホール）
- BARABAN Night（2012年5月24日、原宿アストロホール）
- 『Count Down My Life〜Road to NY』CDML海外公演支援ライブ第2弾（2013年7月1日、SOUND CREEK Doppo）
- 岡田亮輔トーク&ライブ（2014年10月8日、汐留BLUEMOOD）
- Reunion 〜同窓会〜 トーク&ライブ in Tokyo（2015年2月22日、ヤクルトホール）
- 岡田亮輔&鯨井康介 トーク&ライブ（2015年3月31日、汐留BLUE MOOD）
- 今泉りえソロライブ「ぱれっとカフェ Vol.Vl〜Birthday〜」（2015年4月5日、HEAVEN青山） - ゲスト
- One on One朗読ミュージカル「左手を探しに」アフターライブ（2015年4月16日、渋谷ギャラリー・ルデコ） - 日替わりゲスト
- 染谷洸太〜トーク&ライブ（2015年6月3日、汐留BLUE MOOD） - シークレットゲスト
- ショウビズ「ミュージカルTalk&Songs vol.4」（2015年7月21日、秋葉原ハンドレットスクエア倶楽部）
- 岡田亮輔トーク&ライブ vol.2（2015年11月15日、汐留BLUEMOOD）
- 笠松はる「バースデイライブイベント2017」（2017年1月23日夜公演、汐留BLUEMOOD） - ゲスト
- CHAIR02『B面』岡田亮輔・鯨井康介・谷口ゆうなLIVE（2018年8月18日・19日、赤坂グラフィティ）
- 橋本真一First LIVE 「S-LIVE vol.1」（2018年9月2日、天王洲アイルKIWA） - ゲスト
- Rie Imaizumi Produce Live「タカラバコ ノゾコウ」〜藤倉梓の音楽、そして言葉たち。〜 （2018年10月16日、神楽坂The Giee） - ゲスト

### ラジオ
- 流れる雲よ〜DJから特攻隊に愛を込めて〜（2009年8月16日） - 中原正人 役

### 映画
- ブレーキ BRAKE（2009年9月5日公開） - 本橋孝信 役
- さまよう刃（2009年10月10日公開） - 菅野快児 役 ※モントリオール世界映画祭出品作品
- いぬばか（2009年11月21日公開） - 長田健太郎 役

### その他
- ミュージックビデオ出演 Woman and Children 「Only your X'mas」（2014年12月）
- 鯨井康介生誕祭〜クジライジャパン緊急召集〜（2017年9月） - 3部ゲスト